# Гарник (Караш-Северин)
Гарник (рум. Gârnic) насеље је у Румунији у округу Караш-Северин у општини Гарник. Oпштина се налази на надморској висини од 604 m.

## Историја
По "Румунској енциклопедији" место је насељено 1826-1830. године. Колонизовано је много породица Чеха из околине Плзена. Насељеници су стигли бродом низ Дунава и искрцали су се у Новој Молдови. Настанили су се у шест села (међу којим и Гарник) која ће по карактеру бити сматрана за чешка. Куће и црква (подигнута 1830) били су најпре од дрвета. Садашњи храм посвећен Св. Јовану Непомуку освећен је 1858. године. Насеље је добило прво школско здање 1852. године. 

## Становништво
Према подацима из 2002. године у насељу је живело 1533 становника.

### Попис2002.
| Расподела становништва по националности 2002.‍ | Расподела становништва по националности 2002.‍ | Расподела становништва по националности 2002.‍ | Расподела становништва по националности 2002.‍ | Расподела становништва по националности 2002.‍ |
| --------------------------------------------- | --------------------------------------------- | --------------------------------------------- | --------------------------------------------- | --------------------------------------------- |
|                                               |                                               |                                               |                                               |                                               |
| Румуни                                        | Румуни                                        |                                               | 1.020                                         | 66,5%                                         |
| Чеси                                          | Чеси                                          |                                               | 513                                           | 33,5%                                         |

### Хронологија
| Година       | 1992 | 1993 | 1994 | 1995 | 1996 | 1997 | 1998 | 1999 | 2000 | 2001 | 2002 | 2003 | 2004 | 2005 | 2006 | 2007 | 2008 | 2009 | 2010 | 2011 | 2012 | 2013 | 2014 | 2015 | 2016 | 2017 |
| ------------ | ---- | ---- | ---- | ---- | ---- | ---- | ---- | ---- | ---- | ---- | ---- | ---- | ---- | ---- | ---- | ---- | ---- | ---- | ---- | ---- | ---- | ---- | ---- | ---- | ---- | ---- |
| Становништво | 1789 | 1796 | 1809 | 1796 | 1764 | 1740 | 1746 | 1755 | 1758 | 1725 | 1713 | 1663 | 1612 | 1588 | 1574 | 1555 | 1537 | 1518 | 1502 | 1491 | 1496 | 1476 | 1465 | 1457 | 1436 | 1416 |